# La Gloire du cirque
Pour plus de détails, voir Fiche technique et Distribution.
Ne doit pas être confondu avec Annie Oakley tirant à la Winchester.
La Gloire du cirque (titre original : Annie Oakley) est un film américain réalisé par George Stevens, sorti en 1935.
Ce film dramatique raconte la biographie romancée d'Annie Oakley, la plus adroite au maniement des armes à feu des femmes de l'Ouest. Elle rencontre Buffalo Bill et entre au Wild West Show.

## Synopsis
À la fin des années 1800, Annie Oakley, une jeune femme des forêts de l'Ohio, chasse six douzaines de cailles et les livre au propriétaire d'un magasin général. Ce dernier les envoie à l'hôtel MacIvor de Cincinnati, où le maire organise un grand banquet pour Toby Walker, réputé « le meilleur tireur au monde ». Toby étant difficile sur la qualité de sa nourriture, James MacIvor, propriétaire de l'hôtel, achète les cailles d'Annie en raison de la précision de ses tirs, qui ne laissent pas de plombs éparpillés.
Au banquet, Jeff Hogarth conclut un contrat avec Toby pour l'inclure dans le spectacle de Buffalo Bill's Wild West. James défie Toby à un concours de tir qui se tiendra le lendemain matin. Lors de cet événement, il annonce la participation d'un certain « Andy » Oakley, mais c'est Annie qui se présente. Le concours se termine sur une égalité, suivie d'une épreuve décisive. Les deux tireurs atteignent leur cible à chaque tir, mais après un commentaire de sa mère, Annie rate délibérément son prochain tir. Toby, sans se douter de rien, est déclaré vainqueur, mais Hogarth comprend immédiatement la situation.
De retour chez elle, Annie promet de rembourser ceux qui avaient misé sur elle. Jeff la suit et lui révèle qu'il n'avait jamais parié l'argent qu'elle lui avait donné. Il l'invite à rejoindre le spectacle de Buffalo Bill, et, ayant développé un faible pour Toby, elle accepte. Jeff la présente à Buffalo Bill et aux membres de la troupe.
Lorsqu'il surprend Buffalo Bill dire à Jeff qu'il pourrait devoir renvoyer Annie à cause de son manque de charisme, Toby lui enseigne quelques techniques de tir.
Lors de son premier spectacle, Sitting Bull assiste à la performance. Ned Buntline, le publiciste de Buffalo Bill, tente de convaincre Sitting Bull de rejoindre le spectacle, mais ce dernier s'ennuie jusqu'à ce qu'il voie Annie abattre cinq cibles lancées en l'air. Impressionné, il change d'avis et accepte de se joindre à la troupe.
Au fil du temps, une romance se développe entre Annie et Toby, malgré les efforts de Jeff pour attirer son affection. Ils nouent également une forte amitié avec Sitting Bull.
Un jour, un homme, animé par une rancune, tente de tirer sur Sitting Bull. Toby saisit l'arme au moment où l'homme tire, sauvant ainsi la vie de Sitting Bull, mais il est affecté par la proximité du coup de feu. Tandis que la carrière d'Annie s'envole, celle de Toby se détériore. Il cache sa blessure, mais finit par accidentellement blesser Annie à la main, ce qui entraîne son renvoi du spectacle. Annie est dévastée, mais Jeff et Wild Bill essaient de la convaincre de se détourner de Toby. Cependant, lors d'une rencontre fortuite, une femme accompagnant Toby déclare à Annie que sa présence a toujours été de mauvais augure pour lui. Bien que Toby tente de l'en dissuader, Annie, convaincue de la véracité de ces propos, se retire tristement.
Après une tournée couronnée de succès en Europe, le spectacle arrive à New York, où Sitting Bull aperçoit Toby et organise une réunion avec Annie.

## Fiche technique
- Titre : La Gloire du cirque
- Titre original : Annie Oakley
- Réalisation : George Stevens
- Scénario : Joel Sayre et John Twist d'après une histoire originale de Joseph A. Fields et Ewart Adamson
- Photographie : J. Roy Hunt et Harold Wenstrom	(non crédité)
- Montage : Jack Hively
- Musique (non crédités) : Alberto Colombo, W. Franke Harling, Max Steiner et Roy Webb
- Direction artistique : Van Nest Polglase
- Décors : Perry Ferguson
- Son : John L. Cass
- Production : Cliff Reid (producteur associé)
- Société de production : RKO Radio Pictures
- Société de distribution aux États-Unis et en France : RKO Radio Pictures
- Pays de production : États-Unis
- Langue : anglais
- Format : Noir et blanc - Son : Mono (RCA Victor System)
- Genre : Biopic, drame, romance et western
- Durée : 90 minutes
- Dates de sortie : 
  - États-Unis 15 novembre 1935
  - États-Unis 28 novembre 1935 Los Angeles première
  - États-Unis 23 décembre 1935 New York première
  - France 27 mars 1936
- Classification : États-Unis : Approved (lors de sa sortie)

## Distribution
- Barbara Stanwyck : Annie Oakley
- Preston Foster : Toby Walker
- Melvyn Douglas : Jeff Hogarth
- Moroni Olsen : le colonel William Cody dit Buffalo Bill
- Pert Kelton : Vera Delmar
- Andy Clyde : James MacIvor
- Chief Thunderbird : Sitting Bull
- Margaret Armstrong : Mme Oakley
- Delmar Watson : Wesley Oakley
- Adeline Craig : Susan Oakley

Acteurs non crédités
- Frank Austin : un ami de Lem
- Stanley Blystone : le juge du concours de tir
- Iron Eyes Cody : un indien au spectacle
- Eddie Dunn (en) : un dresseur
- Dick Elliott : le major Ned Buntling
- Charlie Hall : un pochard
- Sam Harris l'officier allemand
- Otto Hoffman : Lem Jordan
- Si Jenks : un ami de Len
- Walter Long : Dan

## Autour du film
- Le personnage d'Annie Oakley fut également la vedette de Annie du Far West (Annie Get Your Gun), comédie musicale de Herbert et Dorothy Fields, musique d'Irving Berlin, créée à Broadway en 1946 et portée à l'écran sous le titre d' Annie, la reine du cirque (Annie Get Your Gun) par George Sidney en 1950 avec Betty Hutton dans le rôle d'Annie Oakley.